# Arapuey
Arapuey est le chef-lieu de la municipalité de Julio César Salas dans l'État de Mérida au Venezuela.